# لیدیتسه (فیلم)
لیدیتسه (چکی: Lidice) یک فیلم درام چکی است که در سال ۲۰۱۱ منتشر شد. کارگردان اولیهٔ این فیلم آلیتسه نلیس بود، اما به سبب ابتلا به بیماری لایم کنار کشید و «پتر نیکلایف» جایگزین او شد. داستان فیلم مربوط به قتل‌عام ساکنان لیدیتسه توسط نیروهای آلمان نازی تخریب کامل آن به‌دنبال ترور راینهارت هایدریش است. این فیلم با بودجه‌ای در حدود ۶۵–۷۰ میلیون کرونای چک (۴ میلیون دلار آمریکا) ساخته شد.

## گزیدهٔ بازیگران
- کارل رودن
- زوزانا فیالووا
- زوزانا بیجوفسکا
- ورونیکا کک کوباژووا
- رومان لوکنار
- یان بوداژ
- واتسلاو ییراچک
- دتلف بوته در نقش راینهارت هایدریش
- ماریکا شوپوسکا
- پاولینا اشتورکووا